# Olympisches Dorf (Salt Lake City)
Das olympische Dorf der Olympischen Winterspiele 2002 in Salt Lake City war in zwei Zonen eingeteilt. Die eine wurde zum Wohnen genutzt (residential zone), die andere (international zone) bestand aus Erholungs- und Geschäftsvierteln. Das Dorf entstand auf dem Gelände der University of Utah und diente nach den Spielen als Studentenwohnheim. Zum Teil wurde es neu errichtet, zum Teil konnten bereits bestehende Gebäude genutzt werden. Die Gesamtkosten für das olympische Dorf belaufen sich nach unterschiedlichen Quellen zwischen 35,84 und 120 Millionen US-Dollar.
| Fläche            | 28 ha                                  |
| Kapazität         | 3.500 Personen                         |
| Baukosten         | USD 35,84 Millionen bzw. 120 Millionen |
| Vorherige Nutzung | Universitätsgelände                    |
| Nachnutzung       | Studentenwohnheim                      |